# Parc national des îles de Zembra et Zembretta
Le parc national des îles de Zembra et Zembretta est un site naturel situé au nord-est du golfe de Tunis. Il se compose de l'archipel des îles du même nom.

## Faune
Si aucune espèce d'amphibien n'est signalée ou observée, Zembra abrite trois espèces de lézards (Hemidactylus turcicus, Chalcides ocellatus et Psammodromus algirus) et trois espèces de serpents (Hemorrhois hippocrepis, Malpolon insignitus et Macroprotodon mauritanicus).
Au niveau de l'avifaune, l'archipel se situe sur la voie de migration à travers la Tunisie et le canal de Sicile. Mais Zembra est connue pour la présence de la plus grande colonie de puffins cendrés de toute la Méditerranée : plus de 25 000 couples y nichent dans les falaises rocheuses entre février et octobre. En outre, l'archipel est le seul site de Tunisie (avec l'île de La Galite) où se reproduit le goéland d'Audouin qui est une espèce menacée. Enfin, on signale également la présence d'espèces nicheuses, comme le cormoran huppé, et la plus grande concentration de faucons pèlerin composée de onze couples en plus du couple de faucons lanier.
La faune marine se caractérise par un benthos de substratum dur. De plus, la patelle géante existe au niveau de plusieurs zones de Zembra et Zembretta. Quant à la faune ichtyque, elle est diversifiée et riche en mérou et sérioles. On trouve aussi de nombreux dauphins.
Enfin, Zembra présente plusieurs grottes favorables à la vie du phoque moine qui a toutefois disparu depuis 1975.

## Flore
La flore terrestre de Zembra est comparable à celle du cap Bon et abrite quatre espèces endémiques en Tunisie. Elle se distingue toutefois par la présence d'espèces très rares. Sa flore marine est caractérisée par l'absence d'espèces thermophiles et présente des affinités avec la flore du nord-ouest de la mer Méditerranée. Ceci place l'archipel dans un contexte biogéographique tout à fait original à l'échelle, non seulement de la Tunisie, mais, aussi, de l'Afrique du Nord. S'agissant de la biodiversité animale, et à l'instar des milieux insulaires, Zembra comporte trois caractéristiques fondamentales : la pauvreté spécifique, le déséquilibre dans la composition spécifique par rapport au continent proche et l'abondance des individus de chaque espèce.

## Protection
Zembra et Zembretta sont inscrites sur la liste des réserves de biosphère en janvier 1977 par l'Unesco. Un décret datant du 1er avril de la même année transforme l'archipel en parc national. Enfin, il est classé « aire spécialement protégée d'importance méditerranéenne » au sens de la Convention de Barcelone.